# Московское (электродепо, Минск)
ТЧ-1 «Моско́вское» (бел. Маско́ўскае) — электродепо Минского метрополитена, обслуживает Московскую линию. До 1 сентября 2003 года оно обслуживало также и Автозаводскую линию.
«Московское» депо соединено веткой с железнодорожной станцией «Минск-Сортировочный». Именно по ней передаются вагоны метрополитена, которые доставляют по железной дороге.
Всего в депо 126 вагонов. 125 из них составляют 5-вагонные составы, а также 1 резервный вагон.
Сегодня в самый напряжённый «час пик» на линии работает 21 электропоезд.
Предполагается строительство нового электродепо, которое сменит старое ТЧ-1 в Щомыслице за станцией метро Малиновка.
Количество путей
31 — отстойно-ремонтные пролёты
1 — мойка
6 — мотодепо

## История
Депо открыто в 1984 году в составе первой очереди Минского метрополитена.

### Обслуживаемые линии
| # | Линия               | Период                 |
| - | ------------------- | ---------------------- |
| 1 | Московская линия    | 1984 — настоящее время |
| 2 | Автозаводская линия | 1990—2003              |

## Подвижной состав

### Пассажирский подвижной состав
| Тип вагонов         | Период                 | Вагонов в составе | Состояние               |
| ------------------- | ---------------------- | ----------------- | ----------------------- |
| 81-717/714          | 1984—2003              | 5                 | списаны                 |
| 81-717.5/714.5      | 1989 — настоящее время | 5                 | регулярная эксплуатация |
| 81-717.5М/81-714.5М | 1997 — настоящее время | 5                 | регулярная эксплуатация |
| 81-540/541          | 2001 — настоящее время | 5                 | регулярная эксплуатация |

До 2004 года на территории депо был вагон типа «Д» (использовался как служебный).

## Галерея
- Соединительная ветка с железной дорогой